# 葛维恒
葛维恒（1593年—1657年），又作葛维垣，號映辰，南直隶淮安府沭阳县人。明末政治人物。

## 生平
崇祯六年（1633年）癸酉科应天府乡试第十三名舉人，崇祯七年（1634年）甲戌科三甲十八名进士，工部观政，本年六月授四川成都府推官。十四年升工部都水司主事，十五年升户部山西司郎中，同年升江西吉安府知府，后称病归乡。居家布袍竹杖，以诗酒自娱，著有《燕贻堂文集》。顺治十四年（1657年）去世，享年六十五岁。

## 家族
曾祖葛明，祖葛枢，父葛继志，生员。